# 约翰·查尔斯
威廉·約翰·查爾斯CBE（1931年12月27日—2004年2月21日），威爾斯足球運動員，司職後衛或前鋒。
約翰·查爾斯整個足球生涯從未領取任何黃牌或紅牌，因而有文雅的巨人（The Gentle Giant）的美譽。

## 球員生涯

### 列斯聯
約翰·查爾斯被認為是列斯聯歷史上最偉大的射手之一。當約翰·查爾斯還是一個來自史雲斯的小男孩時，就已經取得了一些不凡的成績。16歲那年，約翰·查爾斯正式開始了自己的職業生涯。
年僅18歲零71天的約翰·查爾斯就成為了威爾斯歷史上最年輕的國家隊隊員。
約翰·查爾斯剛剛來到列斯聯時被作為中堅來使用。幾年的時間裡，約翰·查爾斯利用自己高大的身高和強壯的體格在球隊中發揮了巨大的作用。1953年，約翰·查爾斯改打前鋒的位置，並在一個賽季中打進42球。
如此出眾的表現不能不引起其他球隊的矚目，在拒絕了多家球會的高價轉會申請後，1957年5月，列斯聯接受了祖雲達斯開出的在當時打破轉會記錄的65,000英鎊的天價。這筆錢直接被用於維修先前遭到火災嚴重破壞的西看臺。

### 祖雲達斯
在意大利，約翰·查爾斯隨著祖雲達斯贏得了3座聯賽冠軍獎盃和1座意大利杯的冠軍。同時，約翰·查爾斯還獲得了年度最佳球員的殊榮。約翰·查爾斯憑藉自己出色的表現和不凡的風度贏得了祖雲達斯球迷的支持，並且被他們視作祖雲達斯歷史上最為偉大的外籍球員之一。

### 晚年
5年的海外生涯結束之後，約翰查爾斯回到列斯聯短暫效力了 2 個月。之後，約翰查爾斯再次回到意大利為羅馬效力了一個賽季。最終，約翰查爾斯返回了自己的家鄉威爾斯，在卡迪夫城結束了自己的球員生涯。
在相當長的一段時間裡，約翰·查爾斯都在與癌症抗爭。但是人們經常可以看到他出現在埃蘭路球場的看臺上與老少球迷在一起。作為一個時代的偉大球員，約翰·查爾斯常常興奮地向球迷們揮手致意。基於約翰·查爾斯對足球運動做出的傑出貢獻，2001年夏天，約翰·查爾斯被正式授予CBE勳章。
在生命的最後幾年時間裡，約翰·查爾斯頑強地與癌症進行抗爭。儘管如此，約翰·查爾斯還是常常出現在艾蘭路為小夥子們打氣。2004年1月，約翰·查爾斯在意大利參加一個特別的電視節目時因心臟病突發而住院。幾次手術之後，約翰·查爾斯乘搭祖雲達斯方面提供的飛機返回了英格蘭。約翰查爾斯被安排送往醫院。但是醫生已經很難挽回約翰·查爾斯已經垂危的生命。
2004年2月21日凌晨，約翰·查爾斯逝世。這個無論是人品還是球技都令人稱道的偉大球員永遠地離開了。在當天列斯聯客場挑戰曼聯的比賽中，全場的67,000名觀眾集體為約翰·查爾斯默哀1分鐘。列斯聯官方將艾蘭路球場的西看臺正式更名為約翰·查爾斯看臺以紀念這位傳奇球員。

## 外部連結
- 英格蘭足球名人堂簡介